# Salina Cruz
Salina Cruz jelentős kikötőváros Mexikó Oaxaca államának délkeleti részén, a Csendes-óceán partján. Lakossága 2010-ben meghaladta a 76 000 főt.

## Földrajz
A város Oaxaca állam délkeleti részén, a Csendes-óceán partján fekszik, a Déli-Sierra Madre és a parti síkság találkozásánál. A felszín nem egyenletesen emelkedik délről észak felé, hanem kisebb-nagyobb kiemelkedések többhelyütt találhatók a városban. Tőle északnyugati irányban néhány kilométer távolságban már a 600 m-es magasságot is meghaladó hegyek emelkednek. Az éves átlaghőmérséklet 26–28 °C, átlagosan 800–1200 mm csapadék hull egy év alatt.

## Népesség
A település népessége a közelmúltban egy rövid időszak kivételével folyamatosan növekedett:
| Év   | Lakosság |
| ---- | -------- |
| 1990 | 61 656   |
| 1995 | 71 464   |
| 2000 | 72 218   |
| 2005 | 71 314   |
| 2010 | 76 596   |

## Története
A települést szokék, csontálok, vavék, és legnagyobb számban szapotékok népesítették be. A Tehuantepeci-földszoros 16. századi spanyol meghódítása után Hernán Cortés felfedezte a közel La Ventosa helyét, ahol hajókat épített és elindult csendes-óceáni útjára.
Kikötőjének köszönhetően Salina Cruz gyorsan fejlődött, 1904-ben megkapta a nobilísima ciudad y puerto rangot („legnemesebb város és kikötő”) rangot. 1907-ben ide érkezett Porfirio Díaz elnök, és megnyitotta a Salina Cruzt az Atlanti-óceánnal összekötő vasútvonalat. A város jelentős szereplővé vált az olajipar területén is.

## Turizmus, látnivalók, kultúra
Salina Cruz nem tartozik a kedvelt turisztikai célpontok közé. Múzeuma nincs, csak egy kultúrháza, a közeli San José del Palmar mellett pedig található egy még feltáratlan régészeti lelőhely. Igazi látványosságot a régi világítótorony és a tengerparti móló jelent.
A helyi kézművesek főként fazekasságal foglalkoznak, valamint selyemmel hímzett népviseleti ruhákat készítenek (többek között huipileket és szoknyákat).